# Orphan
Orphan (bra: A Órfã; prt: Órfã) é um filme teuto-canado-franco-americano de 2009, dos gêneros drama, suspense e terror, dirigido por Jaume Collet-Serra, escrito por David Johnson e Alex Mace e protagonizado por Vera Farmiga, Peter Sarsgaard, Isabelle Fuhrman e Aryana Engineer. A história do filme é sobre um casal que, após a morte de um dos seus filhos durante o nascimento, resolve adotar uma garota de nove anos de idade que possui um passado misterioso.
O filme é uma coprodução internacional entre Estados Unidos, Canadá, Alemanha e França. Foi produzido por Joel Silver e Susan Downey através da Dark Castle Entertainment, e Leonardo DiCaprio e Jennifer Davisson Killoran pela Appian Way Productions. As filmagens do filme aconteceram no Canadá, nas cidades de St. Thomas, Toronto, Port Hope e Montreal.
Foi lançado nos Estados Unidos em 24 de julho de 2009, pela Warner Bros. Orphan recebeu críticas mistas dos críticos, que elogiaram seu humor negro, os sustos e a atuação de Fuhrman como Esther, mas criticaram seu roteiro estereotipado, ritmo irregular e duração de duas horas. O filme arrecadou US$ 78,8 milhões em todo o mundo, contra um orçamento de US$ 20 milhões. Uma prequela, intitulada Orphan: First Kill, foi lançada em 2022, com Fuhrman reprisando seu papel.

## Enredo
O casamento de Kate e John Coleman está tenso após a morte fetal de sua terceira filha, Jessica, cuja perda é particularmente difícil para Kate, uma alcoólatra em recuperação. Ela e John decidem adotar uma menina russa de nove anos chamada Esther de um orfanato de meninas local. A filha surda de cinco anos do casal, Max, acolhe bem Esther, mas o filho de doze anos, Daniel, a despreza.
Uma noite, Kate e John têm um momento romântico na cozinha e começam a fazer sexo até que Esther os interrompe. Kate fica desconfiada quando Esther expressa muito mais conhecimento sobre sexo do que o esperado de uma criança de sua idade. Esther então passa a demonstrar um comportamento hostil na frente de Max e Daniel, como matar um pombo ferido por Daniel e quebrando a perna de uma colega da escola após sofrer bullying dela. A Irmã Abigail, chefe do orfanato, visita a casa, avisando Kate e John que eventos e incidentes trágicos costumam ocorrer ao redor de Esther, incluindo o incêndio em sua casa que matou sua família adotiva anterior. Quando Abigail vai embora, Esther, junto com a inocente Max, faz com que Abigail bata o carro na estrada após jogar Max na rodovia e a espanca até a morte com um martelo; após quase ser atropelada, Max é obrigada por Esther a ajudá-la a esconder o corpo na floresta com Esther escondendo as evidências do crime na casa da árvore de Daniel. Daniel testemunha as duas saindo de sua casa da árvore e, mais tarde naquela noite, Esther o interroga sobre o que ele viu, ameaçando castrá-lo se ele contar qualquer coisa sobre para Kate e John.
À medida que Kate fica ainda mais convencida sobre o comportamento incomum de Esther, John acredita que ela está sendo paranóica e diz a Esther para fazer algo de bom por Kate. Esther arranca as flores do túmulo que continha as cinzas de Jéssica e as dá como buquê para Kate. Kate fica horrorizada e agarra o braço de Esther, afirmando que ela fez isso de propósito. Naquela noite, Esther quebra o próprio braço e culpa falsamente Kate, causando mais conflitos no casamento de Kate e John. No dia seguinte, Esther solta escondida o freio de estacionamento do carro de Kate, fazendo-o descer por um declive no trânsito em sentido contrário com Max dentro indo para num amontoado de neve, quase causando um acidente. Ela também aponta o vinho que encontrou na cozinha, fazendo com que a terapeuta de John e Kate sugerisse que Kate voltasse para a reabilitação, com John ameaçando deixá-la e levar os filhos se ela se recusasse. Mais tarde, após achar a bíblia escondida de Esther e realizar buscas pela internet, Kate descobre que a menina veio de um hospital psiquiátrico da Estônia chamado Instituto Saarne e que o orfanato de onde ela alega ter vindo não tem registro dela.
Quando Daniel descobre sobre a morte da irmã Abigail por Max e acha as provas do crime em sua casa da árvore, Esther ateia fogo no local com ele lá dentro; ao tentar escapar, Daniel cai da árvore e Esther tenta lhe dar um golpe com uma pedra, mas é frustrada por Max. Daniel fica gravemente ferido e é levado para a UTI; durante sua internação, Esther sorrateiramente tenta sufocá-lo com um travesseiro, mas os médicos conseguem reanimá-lo. Kate, enfurecida, ataca Esther antes que ela seja contida e sedada. Em casa naquela noite, Esther se veste de maneira provocante e tenta seduzir John, que ameaça mandar Esther de volta ao orfanato depois de tardiamente perceber o comportamento que Kate havia tentado contar a ele, o que sugeria o passado desagradável da garota. No hospital, Kate é contatada pela Dra. Värava do Instituto Saarne e descobre que Esther é na verdade uma mulher de 33 anos chamada Leena Klammer, nascida na Estônia e que ela tem hipopituitarismo, um distúrbio hormonal raro que atrofiou seu crescimento físico e causou nanismo proporcional, passando a maior parte de sua vida se passando por uma garotinha. Após saber que Leena é uma violenta assassina em série e matou pelo menos sete pessoas, Kate chama a polícia para irem até a sua casa.
Enquanto Kate conversa com o médico do Instituto Saarne, Leena remove furiosamente a maquiagem que a fazia parecer infantil. As fitas que ela usa no pescoço e nos pulsos escondem as cicatrizes lívidas que recebeu ao tentar escapar das camisas de força durante seu tempo no manicômio; ela também remove próteses dentárias infantis, revelando seus dentes reais e podres. Leena então destrói seu quarto furiosa. John vai ao quarto dela para tentar falar com "Esther", mas ela desaparece. Ao acender a luz ele descobre que o quarto está uma bagunça por causa de seu ataque de raiva; ao apagar a luz enquanto se preparava para sair do quarto, imagens estranhas e brilhantes chamam sua atenção, mostrando desenhos pornográficos de homens e mulheres que retratam ele com Leena. Atordoado, ele agora percebe que Kate estava certa sobre Esther. Leena então ataca John e o esfaqueia até a morte.
Kate corre para casa e, após encontrar o corpo de John ensaguentado no chão da sala, vasculha a casa desesperadamente para encontrar Max. Leena tenta atirar nela com uma arma achada no escritório de John, ferindo seu braço. Depois que Leena tenta atirar contra Max na estufa, Kate pula no telhado de vidro e cai em cima de Leena, deixando-a inconsciente enquanto saca a arma dela. Kate e Max fogem pela floresta quando a polícia chega, mas Leena reaparece e ataca Kate perto do lago congelado, jogando-as no gelo. Enquanto elas se envolvem em uma luta violenta, Max apanha a arma e tenta atirar em Leena, mas erra, acertando e quebrando o gelo. Leena e Kate então caem na água; quando Kate tenta nadar pra superfície, Leena agarra suas pernas. Já na superfície, Leena volta à sua personalidade de Esther, implorando à "mamãe" para não deixá-la morrer, enquanto esconde uma faca nas costas. Kate furiosamente grita que não é a sua mãe e a chuta no rosto, quebrando seu pescoço e jogando de volta para o fundo do lado, abraçando Max e indo de encontro aos policiais logo depois.

## Elenco
| Intérprete        | Personagem                      |
| ----------------- | ------------------------------- |
| Vera Farmiga      | Katherine Coleman (Kate)        |
| Peter Sarsgaard   | John Coleman                    |
| Isabelle Fuhrman  | Esther Coleman (Leena Klammer)  |
| Aryana Engineer   | Maxine Coleman (Max)            |
| Jimmy Bennett     | Daniel Coleman (Danny)          |
| CCH Pounder       | Irmã Abigail Senore             |
| Sophie Pattinson  | Amy Bratt Coleman               |
| Lorry Ayers       | Joyce Anjel Dinoly Morgan       |
| Margo Martindale  | Dr. Browning (Sibelly Browning) |
| Karel Roden       | Dr. Värava (Charlie Värava)     |
| Rosemary Dunsmore | Barbara Stwart Coleman          |
| Andrew Shaver     | Dr. Mou Stones                  |

## Produção
Vera Farmiga e Peter Sarsgaard foram escalados para papéis principais no final de novembro de 2007. A produção teve como locações as cidades canadenses de Burlington, Toronto, Port Hope e Montreal.
A personagem Esther foi inspirada pela cobertura da mídia de maio de 2007 sobre Barbora Skrlová, de 34 anos, uma mulher que se fazia passar por órfã que assumiu o controle de sua primeira família adotiva, manipulando a mãe e sua irmã para acorrentar e matar de fome seus dois filhos e sobrinhos; quando foi descoberta e pega pela polícia, Skrlová conseguiu fugir. Ela finalmente foi encontrada se passando por Adam, um menino de treze anos que havia desaparecido na Noruega.

## Recepção

### Bilheteria
O filme estreou em quarto lugar nas bilheterias estadunidenses em sua semana de estreia, arrecadando US$ 12,7 milhões no total, atrás de Força G, Harry Potter and the Half-Blood Prince e The Ugly Truth. O filme arrecadou um total mundial US$ 78,3 milhões, contra um orçamento estimado em US$ 20 milhões.

### Crítica
Na revisão do site agregador de críticas Rotten Tomatoes, o filme mantém um índice de aprovação de 58% com base em 161 avaliações, obtendo uma classificação média de 5,47/10; o consenso do site diz: "Embora tenha momentos de humor sombrio e sustos necessários, Orphan falha em construir sua premissa interessante e degenera em um horror/suspense com uma fórmula desprezível". O filme também recebeu uma classificação 42/100 do Metacritic, com base em 25 críticas, indicando "críticas mistas ou médias".
Roger Ebert, do jornal Chicago Sun-Times, deu a Orphan três estrelas e meia de quatro, escrevendo em sua crítica: "Você quer um bom filme de terror sobre um filho do inferno, você pode assistir Orphan". Mick LaSalle, do San Francisco Chronicle, também fez uma resenha positiva, comentando: "Orphan fornece tudo o que você pode esperar de um thriller psicopata, mas com tanto excesso e exuberância que ainda tem o poder de surpreender". Todd McCarthy, da revista Variety, ficou menos impressionado, escrevendo: "Um lixo provocadoramente agradável durante a primeira hora, Orphan torna-se um lixo genuíno durante a prolongada segunda hora".
Owen Gleiberman, da Entertainment Weekly, atribuiu ao filme uma pontuação D+, observando: "Orphan não é assustador, é extravagante e penoso". Keith Phipps, do The A.V. Club, escreveu: "Se o diretor Jaume Collet-Serra teve a intenção de fazer uma paródia de clichês de filmes de terror, ele conseguiu brilhantemente".

## Controvérsia
O conteúdo do filme, descrevendo uma adotada assassina, não foi bem recebido pela comunidade de adoção. A controvérsia fez com que os cineastas mudassem uma fala em um dos trailers do filme onde a frase "Deve ser difícil amar uma criança adotada, tanto quanto o seu próprio filho biológico" (dita por Esther) foi trocada para "Eu não acho que a mamãe gosta muito de mim".
Na versão em DVD do filme existe uma mensagem de grupos pró-adoção aconselhando os espectadores a considerarem a adoção.

## Prequela
Em fevereiro de 2020, foi anunciado o desenvolvimento de uma prequela, intitulada "Esther", com William Brent Bell contratado como diretor a partir de um roteiro de David Coggeshall. O projeto seria uma co-produção entre os estúdios eOne e a Dark Castle Entertainment para ser distribuído pela Paramount Pictures através de sua divisão Paramount Players. Alex Mace, Hal Sadoff, Ethan Erwin e James Tomlinson produziriam o filme, com David Leslie Johnson atuando como produtor executivo. A produção estava agendada para começar no verão de 2020. Em outubro de 2020, Julia Stiles disse que estava prestes a começar a trabalhar no filme. No mês seguinte, o título foi alterado para Orphan: First Kill, com Isabelle Fuhrman retornando para estrelar o filme. O filme foi lançado em 19 de agosto de 2022 e foi recebido com críticas mistas.